# O Melhor de Amália: Estranha forma de vida
O Melhor de Amália: Estranha forma de vida é um disco de compilações de Amália Rodrigues, gravado em 1985. Terá vendido mais de 600.000 cópias por todo o mundo.

## Alinhamento
1. Foi Deus
2. Fado Menor
3. Malmequer Pequenino
4. Há Festa Na Mouraria
5. Não É Desgraça Ser Pobre
6. Dá-me O Braço Anda Daí
7. Fado Do Cíume
8. Barco Negro
9. Libertação
10. Cansaço
11. Fado Malhoa
12. Uma Casa Portuguesa
13. Fado Amália
14. Estranha Forma De Vida
15. Ai Mouraria
16. Fado Português
17. Ó Careca
18. Valentim
19. Maria Lisboa
20. Trova Do Vento Que Passa
21. Povo Que Lavas No Rio
22. Gaivota
23. Com Que Voz
24. Havemos De Ir A Viana
25. Fadinho Da Tia Maria Beneta
26. Madrugada De Alfama
27. Meu Amor, Meu Amor (Meu Limão De Madrugada)
28. Vou Dar De Beber À Dor